# Olympische Winterspiele 2022/Freestyle-Skiing
Bei den XXIV. Olympischen Winterspielen 2022 in Peking wurden 13 Wettkämpfe im Freestyle-Skiing ausgetragen. Neben je sechs Entscheidungen in Einzelwettkämpfen bei den Männern und Frauen, war erstmals in der Disziplin Aerials ein Mixed-Mannschaftswettbewerb Teil des olympischen Programms. Austragungsorte waren das Genting Skiresort und Big Air Shougang.

## Bilanz

### Medaillenspiegel
| Platz  | Land               | Gold | Silber | Bronze | Gesamt |
| ------ | ------------------ | ---- | ------ | ------ | ------ |
| 1      | China              | 4    | 2      | –      | 6      |
| 2      | Vereinigte Staaten | 2    | 4      | 2      | 8      |
| 3      | Schweiz            | 2    | 1      | 2      | 5      |
| 4      | Schweden           | 2    | –      | 2      | 4      |
| 5      | Australien         | 1    | –      | –      | 1      |
| 5      | Neuseeland         | 1    | –      | –      | 1      |
| 5      | Norwegen           | 1    | –      | –      | 1      |
| 8      | Kanada             | –    | 3      | 2      | 5      |
| 9      | Belarus            | –    | 1      | –      | 1      |
| 9      | Frankreich         | –    | 1      | –      | 1      |
| 9      | Ukraine            | –    | 1      | –      | 1      |
| 12     | ROC                | –    | –      | 3      | 3      |
| 13     | Estland            | –    | –      | 1      | 1      |
| 13     | Japan              | –    | –      | 1      | 1      |
| 13     | Deutschland        | –    | –      | 1      | 1      |
| Gesamt | Gesamt             | 13   | 13     | 14     | 40     |

### Medaillengewinner
Männer
| Disziplin   | Gold                  | Silber                    | Bronze                |
| ----------- | --------------------- | ------------------------- | --------------------- |
| Aerials     | Qi Guangpu (CHN)      | Oleksandr Abramenko (UKR) | Ilja Burow (ROC)      |
| Big Air     | Birk Ruud (NOR)       | Colby Stevenson (USA)     | Henrik Harlaut (SWE)  |
| Buckelpiste | Walter Wallberg (SWE) | Mikaël Kingsbury (CAN)    | Ikuma Horishima (JPN) |
| Halfpipe    | Nico Porteous (NZL)   | David Wise (USA)          | Alex Ferreira (USA)   |
| Slopestyle  | Alexander Hall (USA)  | Nick Goepper (USA)        | Jesper Tjäder (SWE)   |
| Skicross    | Ryan Regez (SUI)      | Alex Fiva (SUI)           | Sergei Ridsik (ROC)   |

Frauen
| Disziplin   | Gold                   | Silber                  | Bronze                                |
| ----------- | ---------------------- | ----------------------- | ------------------------------------- |
| Aerials     | Xu Mengtao (CHN)       | Hanna Huskowa (BLR)     | Megan Nick (USA)                      |
| Big Air     | Eileen Gu (CHN)        | Tess Ledeux (FRA)       | Mathilde Gremaud (SUI)                |
| Buckelpiste | Jakara Anthony (AUS)   | Jaelin Kauf (USA)       | Anastassija Smirnowa (ROC)            |
| Halfpipe    | Eileen Gu (CHN)        | Cassie Sharpe (CAN)     | Rachael Karker (CAN)                  |
| Slopestyle  | Mathilde Gremaud (SUI) | Eileen Gu (CHN)         | Kelly Sildaru (EST)                   |
| Skicross    | Sandra Näslund (SWE)   | Marielle Thompson (CAN) | Fanny Smith (SUI) Daniela Maier (GER) |

Mixed
| Disziplin    | Gold                                                                     | Silber                                   | Bronze                                            |
| ------------ | ------------------------------------------------------------------------ | ---------------------------------------- | ------------------------------------------------- |
| Aerials Team | Vereinigte Staaten Ashley Caldwell Christopher Lillis Justin Schoenefeld | China Xu Mengtao Jia Zongyang Qi Guangpu | Kanada Marion Thénault Miha Fontaine Lewis Irving |

## Qualifikation
Die Athleten mussten während des Qualifikationszeitraums (1. Juli 2020 bis 16. Januar 2022) bei einem Wettkampf im Freestyle-Skiing-Weltcup einen Platz unter den besten 30 platziert erreichen und zudem über eine Mindestanzahl an FIS-Punkten verfügen.
| Nation             | Männer | Männer | Männer | Männer | Männer | Frauen | Frauen | Frauen | Frauen | Frauen | Mixed | Gesamt |
| Nation             | AE     | HP     | BP     | SS/BA  | SC     | AE     | HP     | BP     | SS/BA  | SC     | AE    | Gesamt |
| ------------------ | ------ | ------ | ------ | ------ | ------ | ------ | ------ | ------ | ------ | ------ | ----- | ------ |
| Australien         |        |        | 4      |        |        | 3      | 1      | 4      | 1      | 1      |       | 14     |
| Belarus            | 4      |        |        |        |        | 3      |        |        |        |        | X     | 7      |
| Brasilien          |        |        |        |        |        |        |        | 1      |        |        |       | 1      |
| Chile              |        |        |        |        |        |        |        |        | 1      | 1      |       | 1      |
| China              | 4      | 4      | 1      | 1      | 1      | 3      | 4      | 1      | 2      | 2      | X     | 21     |
| Deutschland        |        |        |        |        | 4      | 1      | 1      | 2      | 1      | 2      |       | 9      |
| Estland            |        |        |        |        |        |        | 1      |        | 1      |        |       | 2      |
| Finnland           |        | 1      | 3      | 1      |        |        |        |        | 1      |        |       | 6      |
| Frankreich         |        | 1      | 2      | 1      | 4      |        |        | 2      | 1      | 4 2    |       | 13     |
| Großbritannien     | 1      | 1      | 1      | 1      | 1      |        | 2 1    | 2      | 3      | 1      |       | 11     |
| Irland             |        | 1      |        |        |        |        |        |        |        |        |       | 1      |
| Italien            |        |        |        | 1      | 1      |        |        |        | 1      | 2      |       | 5      |
| Japan              |        | 1      | 4      |        | 2      |        | 2 1    | 4      | 1      |        |       | 12     |
| Kanada             | 3      | 4 3    | 4 2    | 4      | 4      | 4 3    | 4 3    | 4 3    | 4 3    | 4      | X     | 32     |
| Kasachstan         | 1      |        | 2      |        |        | 2      |        | 4      |        |        | X     | 9      |
| Neuseeland         |        | 4      |        | 2      |        |        | 2      |        | 1      |        |       | 9      |
| Niederlande        |        |        |        |        |        |        | 1      |        |        |        |       | 1      |
| Norwegen           |        | 1      |        | 4      |        |        |        |        | 2      |        |       | 6      |
| Österreich         |        | 2 1    |        | 2      | 4      |        |        | 1      | 2      | 3      |       | 13     |
| ROC                | 4 3    | 1      | 2      |        | 3      | 3      | 2 1    | 4      | 2      | 4      | X     | 23     |
| Schweden           |        |        | 4      | 4      | 4      |        |        |        |        | 2      |       | 14     |
| Schweiz            | 3      | 2      | 1      | 4      | 4      | 1      |        |        | 3      | 4      | X     | 22     |
| Spanien            |        |        |        | 2      |        |        |        |        |        |        |       | 2      |
| Südkorea           |        | 1      |        |        |        |        | 2      |        |        |        |       | 3      |
| Tschechien         |        |        |        |        |        |        |        |        |        | 2      |       | 2      |
| Ukraine            | 3      |        |        |        |        | 2      |        |        |        |        | X     | 5      |
| Vereinigte Staaten | 3      | 4      | 4      | 4      | 1      | 4      | 4      | 4      | 4      | 2 0    | X     | 32     |
| Gesamt: 27 NOKs    | 25     | 24     | 30     | 30     | 32     | 25     | 22     | 30     | 30     | 28     | 8     | 276    |

## Zeitplan
| Datum       | Ortszeit | MEZ   | Disziplin                      |
| ----------- | -------- | ----- | ------------------------------ |
| 3. Februar  | 18:00    | 11:00 | Buckelpiste Frauen             |
| 3. Februar  | 19:45    | 12:45 | Buckelpiste Männer             |
| 5. Februar  | 19:30    | 12:30 | Buckelpiste Männer             |
| 6. Februar  | 19:30    | 12:30 | Buckelpiste Frauen             |
| 7. Februar  | 09:30    | 02:30 | Big Air Frauen                 |
| 7. Februar  | 13:30    | 06:30 | Big Air Männer                 |
| 8. Februar  | 10:00    | 03:00 | Big Air Frauen                 |
| 9. Februar  | 11:00    | 04:00 | Big Air Männer                 |
| 10. Februar | 19:00    | 12:00 | Aerials Mixed-Team             |
| 13. Februar | 10:00    | 03:00 | Slopestyle Frauen (verschoben) |
| 13. Februar | 19:00    | 12:00 | Aerials Frauen (verschoben)    |
| 14. Februar | 3:00     | 10:00 | Slopestyle Frauen              |
| 14. Februar | 10:00    | 03:00 | Aerials Frauen                 |
| 14. Februar | 12:30    | 05:00 | Aerials Frauen                 |
| 14. Februar | 09:30    | 02:30 | Slopestyle Frauen (verschoben) |
| 14. Februar | 12:30    | 05:30 | Slopestyle Männer (verschoben) |
| 14. Februar | 19:00    | 12:00 | Aerials Frauen (verschoben)    |
| 15. Februar | 09:30    | 02:30 | Slopestyle Frauen              |
| 15. Februar | 12:30    | 5:30  | Slopestyle Männer              |
| 15. Februar | 19:00    | 12:00 | Aerials Männer                 |
| 15. Februar | 09:30    | 02:30 | Slopestyle Männer (verschoben) |
| 16. Februar | 09:30    | 02:30 | Slopestyle Männer              |
| 16. Februar | 19:00    | 12:00 | Aerials Männer                 |
| 17. Februar | 09:30    | 02:30 | Halfpipe Frauen                |
| 17. Februar | 11:30    | 04:30 | Skicross Frauen                |
| 17. Februar | 12:30    | 05:30 | Halfpipe Männer                |
| 17. Februar | 15:10    | 08:10 | Skicross Frauen                |
| 18. Februar | 09:30    | 02:30 | Halfpipe Frauen                |
| 18. Februar | 11:45    | 04:45 | Skicross Männer                |
| 18. Februar | 15:55    | 08:55 | Skicross Männer                |
| 19. Februar | 09:30    | 02:30 | Halfpipe Männer                |

## Ergebnisse

### Männer

#### Aerials
| Platz | Land | Athlet              | Punkte |
| ----- | ---- | ------------------- | ------ |
| 1     | CHN  | Qi Guangpu          | 129,00 |
| 2     | UKR  | Oleksandr Abramenko | 116,50 |
| 3     | ROC  | Ilja Burow          | 114,93 |
| 4     | SUI  | Pirmin Werner       | 111,50 |
| 5     | USA  | Justin Schoenefeld  | 106,50 |
| 6     | USA  | Christopher Lillis  | 103,00 |
| 7     | CHN  | Jia Zongyang        | DNQ    |
| 8     | SUI  | Noé Roth            | DNQ    |

Qualifikation: 15. Februar 2022, 19:00 Uhr (Ortszeit), 12:00 Uhr (MEZ)
Finale: 16. Februar 2022, 19:00 Uhr (Ortszeit), 12:00 Uhr (MEZ)

#### Big Air
| Platz | Land | Athlet            | Punkte |
| ----- | ---- | ----------------- | ------ |
| 1     | NOR  | Birk Ruud         | 187,75 |
| 2     | USA  | Colby Stevenson   | 183,00 |
| 3     | SWE  | Henrik Harlaut    | 181,00 |
| 4     | SWE  | Oliwer Magnusson  | 178,25 |
| 5     | ITA  | Leonardo Donaggio | 172,00 |
| 6     | ESP  | Javier Lliso      | 171,50 |
| 7     | SWE  | Jesper Tjäder     | 170,25 |
| 8     | USA  | Alexander Hall    | 160,75 |

Qualifikation: 7. Februar 2022, 13:30 Uhr (Ortszeit), 6:30 Uhr (MEZ)
Finale: 9. Februar 2022, 11:00 Uhr (Ortszeit), 4:00 Uhr (MEZ)

#### Buckelpiste
| Platz | Land | Athlet           | Punkte |
| ----- | ---- | ---------------- | ------ |
| 1     | SWE  | Walter Wallberg  | 83,23  |
| 2     | CAN  | Mikaël Kingsbury | 82,18  |
| 3     | JPN  | Ikuma Horishima  | 81,48  |
| 4     | FRA  | Benjamin Cavet   | 79,44  |
| 5     | USA  | Nick Page        | 78,90  |
| 6     | AUS  | Cooper Woods     | 78,88  |
| 7     | JPN  | Daichi Hara      | 76,82  |
| 8     | KAZ  | Dmitri Reicherd  | 76,77  |

Qualifikation: 3. Februar 2022, 19:45 Uhr (Ortszeit), 12:45 Uhr (MEZ)
Finale: 5. Februar 2022, 19:30 Uhr (Ortszeit), 12:30 Uhr (MEZ)

#### Halfpipe
| Platz | Land | Athlet        | Punkte |
| ----- | ---- | ------------- | ------ |
| 1     | NZL  | Nico Porteous | 93,00  |
| 2     | USA  | David Wise    | 90,75  |
| 3     | USA  | Alex Ferreira | 86,75  |
| 4     | CAN  | Noah Bowman   | 84,75  |
| 5     | USA  | Birk Irving   | 80,00  |
| 6     | FRA  | Kévin Rolland | 79,25  |
| 7     | USA  | Aaron Blunck  | 78,25  |
| 8     | GBR  | Gus Kenworthy | 71,25  |

Qualifikation: 17. Februar 2022, 12:30 Uhr (Ortszeit), 5:30 Uhr (MEZ)
Finale: 19. Februar 2022, 9:30 Uhr (Ortszeit), 2:30 Uhr (MEZ)

#### Slopestyle
| Platz | Land | Athlet          | Punkte |
| ----- | ---- | --------------- | ------ |
| 1     | USA  | Alexander Hall  | 90,01  |
| 2     | USA  | Nick Goepper    | 86,48  |
| 3     | SWE  | Jesper Tjäder   | 85,35  |
| 4     | SUI  | Andri Ragettli  | 83,50  |
| 5     | NOR  | Birk Ruud       | 79,33  |
| 6     | SUI  | Fabian Bösch    | 78,05  |
| 7     | USA  | Colby Stevenson | 77,41  |
| 8     | AUT  | Matěj Švancer   | 73,05  |

Qualifikation: 14. Februar 2022, 12:30 Uhr (Ortszeit), 5:30 Uhr (MEZ)
Finale: 15. Februar 2022, 9:30 Uhr (Ortszeit), 2:30 Uhr (MEZ)

#### Skicross
| Platz | Land | Athlet            |
| ----- | ---- | ----------------- |
| 1     | SUI  | Ryan Regez        |
| 2     | SUI  | Alex Fiva         |
| 3     | ROC  | Sergei Ridsik     |
| 4     | SWE  | Erik Mobärg       |
| 5     | ITA  | Simone Deromedis  |
| 6     | CAN  | Brady Leman       |
| 7     | AUT  | Johannes Rohrweck |
| 8     | FRA  | François Place    |

Datum: 18. Februar 2022, 11:45 Uhr (Ortszeit), 4:45 Uhr (MEZ)

### Frauen

#### Aerials
| Platz | Land | Athletin        | Punkte |
| ----- | ---- | --------------- | ------ |
| 1     | CHN  | Xu Mengtao      | 108,61 |
| 2     | BLR  | Hanna Huskowa   | 107,95 |
| 3     | USA  | Megan Nick      | 93,76  |
| 4     | USA  | Ashley Caldwell | 83,71  |
| 5     | AUS  | Laura Peel      | 78,56  |
| 6     | CHN  | Kong Fanyu      | 59,67  |
| 7     | CAN  | Marion Thénault | DNQ    |
| 8     | USA  | Kaila Kuhn      | DNQ    |

Qualifikation: 13. Februar 2022, 19:00 Uhr (Ortszeit), 12:00 Uhr (MEZ)
Finale: 14. Februar 2022, 19:00 Uhr (Ortszeit), 12:00 Uhr (MEZ)

#### Big Air
| Platz | Land | Athletin         | Punkte |
| ----- | ---- | ---------------- | ------ |
| 1     | CHN  | Eileen Gu        | 188,25 |
| 2     | FRA  | Tess Ledeux      | 187,50 |
| 3     | SUI  | Mathilde Gremaud | 182,50 |
| 4     | CAN  | Megan Oldham     | 178,00 |
| 5     | GBR  | Kirsty Muir      | 169,00 |
| 6     | SUI  | Sarah Hoefflin   | 158,75 |
| 7     | NOR  | Johanne Killi    | 153,25 |
| 8     | CAN  | Olivia Asselin   | 147,50 |

Qualifikation: 7. Februar 2022, 9:30 Uhr (Ortszeit), 2:30 Uhr (MEZ)
Finale: 8. Februar 2022, 10:00 Uhr (Ortszeit), 3:00 Uhr (MEZ)

#### Buckelpiste
| Platz | Land | Athletin                 | Punkte |
| ----- | ---- | ------------------------ | ------ |
| 1     | AUS  | Jakara Anthony           | 83,09  |
| 2     | USA  | Jaelin Kauf              | 80,28  |
| 3     | ROC  | Anastassija Smirnowa     | 77,72  |
| 4     | FRA  | Perrine Laffont          | 77,36  |
| 5     | JPN  | Anri Kawamura            | 77,12  |
| 6     | USA  | Olivia Giaccio           | 75,61  |
| 7     | USA  | Hannah Soar              | 75,16  |
| 8     | GBR  | Makayla Gerken Schofield | 73,04  |

Qualifikation: 3. Februar 2022, 18:00 Uhr (Ortszeit), 11:00 Uhr (MEZ)
Finale: 6. Februar 2022, 19:30 Uhr (Ortszeit), 12:30 Uhr (MEZ)

#### Halfpipe
| Platz | Land | Athletin        | Punkte |
| ----- | ---- | --------------- | ------ |
| 1     | CHN  | Eileen Gu       | 95,25  |
| 2     | CAN  | Cassie Sharpe   | 90,75  |
| 3     | CAN  | Rachael Karker  | 87,75  |
| 4     | EST  | Kelly Sildaru   | 87,00  |
| 5     | CHN  | Li Fanghui      | 86,50  |
| 6     | USA  | Hanna Faulhaber | 85,25  |
| 7     | CHN  | Zhang Kexin     | 78,75  |
| 8     | CAN  | Amy Fraser      | 75,25  |

Qualifikation: 17. Februar 2022, 9:30 Uhr (Ortszeit), 2:30 Uhr (MEZ)
Finale: 18. Februar 2022, 9:30 Uhr (Ortszeit), 2:30 Uhr (MEZ)

#### Slopestyle
| Platz | Land | Athletin             | Punkte |
| ----- | ---- | -------------------- | ------ |
| 1     | SUI  | Mathilde Gremaud     | 86,56  |
| 2     | CHN  | Eileen Gu            | 86,23  |
| 3     | EST  | Kelly Sildaru        | 82,06  |
| 4     | ROC  | Anastassija Tatalina | 75,51  |
| 5     | USA  | Maggie Voisin        | 74,28  |
| 6     | NOR  | Johanne Killi        | 73,11  |
| 7     | FRA  | Tess Ledeux          | 72,91  |
| 8     | GBR  | Kirsty Muir          | 71,30  |

Qualifikation: 13. Februar 2022, 10:00 Uhr (Ortszeit), 3:00 Uhr (MEZ)
Finale: 14. Februar 2022, 9:30 Uhr (Ortszeit), 2:30 Uhr (MEZ)

#### Skicross
| Platz | Land | Athletin          |
| ----- | ---- | ----------------- |
| 1     | SWE  | Sandra Näslund    |
| 2     | CAN  | Marielle Thompson |
| 3     | SUI  | Fanny Smith       |
| 3     | GER  | Daniela Maier     |
| 5     | CAN  | Brittany Phelan   |
| 6     | CAN  | Courtney Hoffos   |
| 7     | CAN  | Hannah Schmidt    |
| 8     | AUS  | Sami Kennedy-Sim  |

Datum: 17. Februar 2022, 11:30 Uhr (Ortszeit), 4:30 Uhr (MEZ)

### Mixed

#### Aerials Team-Event
| Platz | Land | Athleten                                              | Punkte |
| ----- | ---- | ----------------------------------------------------- | ------ |
| 1     | USA  | Ashley Caldwell Christopher Lillis Justin Schoenefeld | 338,34 |
| 2     | CHN  | Xu Mengtao Jia Zongyang Qi Guangpu                    | 324,22 |
| 3     | CAN  | Marion Thénault Miha Fontaine Lewis Irving            | 290,98 |
| 4     | SUI  | Alexandra Bär Pirmin Werner Noé Roth                  | 276,01 |
| 5     | ROC  | Ljubow Nikitina Ilja Burow Stanislaw Nikitin          | DNQ    |
| 6     | BLR  | Hanna Huskowa Stanislau Hladtschanka Maksim Huszik    | DNQ    |

Datum: 10. Februar 2022, 19:00 Uhr (Ortszeit), 12:00 Uhr (MEZ)